# Myrina penningtoni
Myrina penningtoni är en fjärilsart som beskrevs av Dickson och Alexander Charles Stephen 1971. Myrina penningtoni ingår i släktet Myrina och familjen juvelvingar. Inga underarter finns listade i Catalogue of Life.